# ساميس الثاني ثيوسيبيس ديكايوس
ساميس الثاني ثيوسيبيس ديكايوس (باليونانية: Σάμης Βʹ Θεοσέβης Δίκαιος) هو أحد ملوك مملكة كوماجيني الذين حكموا خلال القرن الثاني قبل الميلاد. اسمه الملكي "ثيوسيبيس ديكايوس" يعني "التقي والعادل"، وهو من أوائل من حملوا لقبًا مزدوجًا يُبرز الطابع الديني والأخلاقي في الملكية الكوماجينية.

## خلفيته
ينحدر ساميس الثاني من الأسرة الأورونتيدية ذات الأصول الأرمنية-الفارسية، والتي حكمت أجزاء من سوريا والأناضول خلال الحقبة الهلنستية. ولا يُعرف الكثير عن فترة حكمه نظرًا لقلة المصادر المباشرة، ولكن من المرجّح أنه حكم قبل منتصف القرن الثاني قبل الميلاد.

## فترة حكمه
تشير الأدلة المتاحة من النقوش والعملات إلى أن ساميس الثاني ساهم في ترسيخ دعائم الحكم الملكي في كوماجيني، وساعد على استقرار المملكة خلال فترة كانت فيها الإمبراطورية السلوقية في حالة تراجع.
عُرف عنه تبنيه لأسلوب ديني-سياسي في ألقابه الملكية، وهو ما مهّد لاحقًا للنهج الذي اتبعه حفيده أنطيوخوس الأول ثيوس، الذي مزج بين الفكر الهلنستي والتقاليد الدينية الشرقية.

## خلفه
خلفه ابنه بطليموس ملك كوماجيني، الذي يُعتبر آخر ملك في فترة ما قبل الاستقلال الكامل، وأبًا لأول ملك مستقل فعليًا ميتريداتس الأول كالينيكوس.

## الإرث
يُعد ساميس الثاني شخصية انتقالية مهمة في تاريخ كوماجيني، ساهمت حكمته واستقراره السياسي في تمهيد الطريق لصعود سلالة ملكية قوية ومستقلة لاحقًا. لا تزال بعض النقوش والعملات المعدنية المنسوبة إلى فترته محفوظة في متاحف تركيا وألمانيا.